# Mauricio Victorino
Mauricio Bernardo Victorino Dansilio (Montevideo, 11 ottobre 1982) è un allenatore di calcio ed ex calciatore uruguaiano, di ruolo difensore.

## Biografia
È nipote dell'ex calciatore del Cagliari, Waldemar Victorino.

## Carriera

### Nazionale
Viene convocato per la Copa América Centenario negli Stati Uniti.

## Palmarès

### Club
- Campionato uruguaiano: 1

Nacional: 2008-2009

### Nazionale
- Coppa America: 1

Argentina 2011

### Individuale
- Equipo Ideal de América: 1

2010